# Lloseta (dolmen)
La Lloseta est un dolmen situé à Clara, dans le département français des Pyrénées-Orientales.

## Historique
Le dolmen est mentionné comme point de repère dans un acte de vente de 1514 mais il n'a été découvert qu'en 1969 par Ramon Gual.

## Description
Le dolmen a été édifié sur une ligne de crête. Il comporte une chambre rectangulaire ouvrant côté est mesurant 1,85 m de long sur 1,25 m de large délimitée par une dalle de chevet (2 m de long sur 1,27 m de haut et 0,30 m d'épaisseur) et deux supports de respectivement, 1,25 m de long sur 0,75 m de haut et 0,25 m d'épaisseur côté ouest et, 2,30 m de long sur 1,20 m de haut et 0,25 à 0,45 m d'épaisseur côté sud. L'ensemble est recouvert d'une table de couverture (2,30 m de long sur 1,90 m de haut et 0,30 m d'épaisseur) en position inclinée vers l'ouest qui ne repose plus que sur les deux supports latéraux. La table comporte dix-huit cupules (de 2,5 cm à 13 cm de diamètre et 1 à 4 cm de profondeur) réalisées par percussion. À environ 250 m au sud du monument, une belle dalle avec le même type de cupules est visible. Le tumulus est constituée d'une butte en partie naturelle qui a été aménagée. La murette visible côté sud est probablement d'époque contemporaine.
Le dolmen ayant été réutilisé comme abri, le tamisage de la chambre n'a livré qu'un matériel archéologique préhistorique très réduit (éclat de silex, éclats de quartz).